# Say it ain't so, Joe (lied)
Say it ain’t so, Joe is een lied geschreven door Murray Head. Head lichtte de titel in 1994 bij een heruitgave toe. Het gaat over (zijn) helden, die even later door de mand vielen. Een van de eersten waarop het lied van toepassing was was Richard Nixon. Hij werd eerst gelauwerd door zijn bezoek aan China en zijn werk voor het beëindigen van de Oorlog in Vietnam. Hij moest uiteindelijk aftreden vanwege Watergate. Joe uit de titel gaat echter verder terug. De honkballer Shoeless Joe Jackson zou betrokken zijn geweest bij een matchfixing in de Black Sox Scandal. Toen het nummer in 1994 opnieuw werd opgenomen, kon een link gelegd worden naar O.J. Simpson.

## Murray Head
Murray Head nam het op zijn studioalbum Say it ain’t so. De muziekproducent was Paul Samwell-Smith met muzikanten Bob Weston, Alun Davies, Jim Cregan, Bruce Lynch, Glenn Lafleur, Brother James, Chilli Charles in een arrangement van Ann Odell. Het is opgenomen in de Morgan Studios, maar bleef onopgemerkt. Het werd nergens een hit.

## Roger Daltrey
Meer succes had Roger Daltrey met een solo-opname buiten zijn band The Who om, al hoewel zowel Keith Moon als John Entwistle meespeelden. In plaats van Pete Townsend speelde Jimmy McCulloch gitaar; hij maakte deel uit van Paul McCartneys band Wings. Daltrey nam het op voor zijn album One of the boys en gaf het nummer uit als single.

### Hitnotering
In België en Engeland werd het geen hit, maar in Nederland haalde het voor even beide lijsten.

#### Nederlandse Top 40
| Positie: | 30 | 23 | 21 | 35 | uit |

#### Nationale Hitparade
| Positie: | 20 | 20 | uit |

#### NPO Radio 2 Top 2000
| Nummer met noteringen in de NPO Radio 2 Top 2000 | '03  | '04 | '05  |
| ------------------------------------------------ | ---- | --- | ---- |
| Say It Ain't So, Joe                             | 1876 | -   | 1972 |

1. ↑  Een '-' betekent dat het nummer niet was genoteerd en een vetgedrukt getal geeft de hoogste notering aan.
2. ↑  2003 was het eerste jaar met een notering voor dit nummer.
3. ↑  Deze tabel is bijgewerkt tot en met de laatste editie (2024).

## Andere artiesten
Naast Head zelf en Daltrey namen ook The Hollies, Gary Brooker, Marian Gold, Nolwenn Leroy, The Nolans en Sylvain Cossette het op.